# 전미열대참치위원회
전미열대참치위원회(영어: Inter-American Tropical Tuna Commission, IATTC)는 동부태평양 참치 자원의 생산량을 최대한 지속적으로 유지할 것을 목적으로 설립된 지역수산관리기구중의 하나로 '전미열대참치위원회 설립에 관한 협약'에 따라 1950년 3월 3일 설립되었다. 대한민국은 2005년 12월 13일 가입하였다.

## 어업 현황
- 에콰도르, 멕시코 등 연안국을 중심으로 선망어업이 이루어지고 있다.
- 연승어업은 쿼터 조업으로 일본, 대한민국, 타이완, 중화인민공화국 등이 참여하고 있다.

## 주요 어종
- 참치

## 회원국
회원국은 다음과 같다.
- 과테말라
- 니카라과
- 대한민국
- 미국
- 멕시코
- 바누아투
- 베네수엘라
- 벨리즈
- 에콰도르
- 엘살바도르
- 유럽연합
- 일본
- 중화인민공화국
- 캐나다
- 코스타리카
- 콜롬비아
- 키리바시
- 타이완
- 파나마
- 페루
- 프랑스

### 협력적 비회원국
- 라이베리아
- 볼리비아
- 온두라스
- 인도네시아

## 연례 회의
제90차 연례회의는 2016년 6월 27일부터 7월 1일까지 미국 캘리포니아에서 개최되었다.

## 같이 보기
- 인도양 참치 위원회